# Alois Pogatscher
Alois Pogatscher (* 17. April 1852 in Graz; † 14. Dezember 1935 ebenda) war ein österreichischer Anglist.

## Leben
Der Sohn eines Gürtlermeisters studierte von 1871 bis 1873 an der Universität Graz klassische Philologie und Germanistik, ab 1873 an der Universität Wien Germanistik, Romanistik und Anglistik. Nach der Promotion an der Universität Straßburg 1889 wurde er Professor in Graz 1908.
Seine Doktorarbeit wurde im Jahr 2000 beschrieben als „Die bislang umfassendste Arbeit zum Lehnwortschatz des Altenglishen“.

## Schriften (Auswahl)
- als Herausgeber: Th. v. Karajans Index zu J. Grimms Deutschen Rechtsalterthümern. Salzburg 1877, OCLC 10426119.
- Zur Volksetymologie. Nachträge und Bemerkungen zu Andresens und Palmers Volksetymologischen Schriften. Graz 1884.
- Zur Lautlehre der griechischen, lateinischen und romanischen Lehnworte im Altenglischen. Straßburg 1888.
- als Herausgeber mit Edward Adolf Sonnenschein: Johann Wolfgang von Goethe: Select poems. Edited with life, introductions, and explanatory notes. London 1892.